# Карл Йозеф Антон Міттермаєр
Карл Йозеф Антон Міттермаєр (нім. Carl Joseph Anton Mittermaier; 15 серпня 1787, Мюнхен — 12 серпня 1867, Гайдельберг) — німецький юрист, викладач університету, публіцист і політик. Вважається вважається одним з найвидатніших правників у царині кримінального права ХІХ століття.

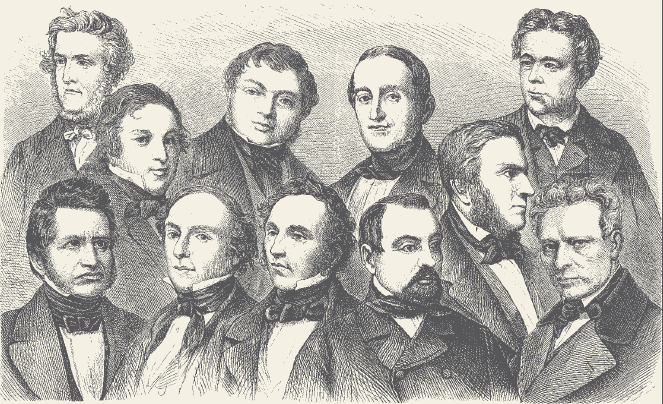
Карл Йозеф Антон Міттермаєр в групі «Одиннадцяти лібералів» перший від ліва у верхньому ряду

Міттермаєр народився 5 серпня 1787 в Мюнхені. Він був сином фармацевта Йозефа Георга Якоба Міттермаєра (Joseph Georg Jakob Mittermaier), а його мама була сестрою мореплавця Генріха Циммермана (нім. Heinrich Zimmermann), штурмана в навколосвітній подорожі капітана Джеймса Кука. Міттермаєр вивчав право в університеті Ландсхута (Landshut), де здобув докторський ступінь. Після роботи приватним викладачам він став у 1811 р. професором права Ландсхутського університету. У 1819 році він перейшов у Боннський університет, а 1821 в Гайдельберзький. З самого початку він був однією з центральних фігур помірного німецького лібералізму, а у 1848 р. став президентом Передпарламенту у Франкфурті-на-Майні. Міттермаєр здобув численні почесні докторські ступені і був членом багатьох наукових товариств у Європі та Сполучених Штатах. 31 травня 1863 року він був нагороджений прусським Орденом за Заслуги для наук і мистецтв. Місто Гайдельберг надало Міттермаєру почесне громадянство.